# Evan Seinfeld
Pour les articles homonymes, voir Seinfeld (homonymie).
Evan Seinfeld, né le 29 décembre 1967 à Brooklyn, New York, est un musicien américain, acteur de film pornographique, ainsi que réalisateur et photographe. Seinfeld est plus connu pour être le chanteur et bassiste du groupe de hardcore Biohazard, et l'ex-mari de l'actrice pornographique Tera Patrick, avec qui il joua dans plusieurs films. Le couple annonce sa séparation le 30 septembre 2009, mais ils restent partenaires d'affaire. Il est depuis janvier 2010 en couple avec l'actrice pornographique hispano-colombienne Lupe Fuentes de vingt ans sa cadette. À la suite de la séparation de Biohazard, Seinfeld forme le groupe The Spyderz, et joint le groupe Tattooed Millionaires à la basse. En 2006, il prend part à l'émission de télé-réalité Supergroup sur VH1.

## Biographie

### Carrière musicale

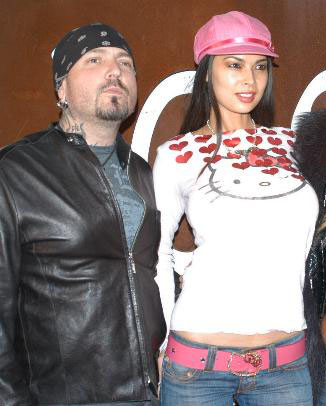
Seinfeld et Tera Patrick en novembre 2006

Seinfeld forme le groupe Biohazard en 1987 avec le guitariste Bobby Hambel et le batteur Anthony Meo, Seinfeld s'occupant de la basse et du chant. Le groupe sort une première démo en 1988, causant une certaine controverse chez les journalistes, reprochant au groupe de véhiculer une image de fasciste et white power, Bien que Seinfeld soit juif. Ces accusations de racisme furent vigoureusement rejetées par le groupe. Bien qu'au cours d'une interview, Seinfeld explique que tout cela n'avait été qu'un coup de pub pour faire parler d'eux et pour se dissocier du groupe Carnivore, très connu à l'époque. Malgré tout, certaines des chansons du groupe accusées d'être racistes, furent enlevées de la setlist du groupe en concert et depuis le groupe prône la tolérance et un message anti-raciste.
Très vite le groupe se fait une certaine renommée et est catalogué de groupe hardcore, à cause notamment des nombreuses tournées du groupe avec certaines pointures de la scène hardcore new-yorkaise telles que Agnostic Front ou Cro-Mags. Après la sortie de leur premier album éponyme qui passa quelque peu inaperçu, le groupe signe avec le label Roadrunner Records en 1992 et sort l'album Urban Discipline qui marqua le succès du groupe mondialement, et gagna le respect sur la scène hardcore et punk. Ainsi la chanson Punishment devient la chanson la plus joué de tous les temps sur l'émission de MTV Headbangers Ball. L'album Urban Discipline se vend à près de 1 000 000 de copies.
En 1993 le groupe change de label pour signer chez une major Warner Bros. Records. Il enregistre alors leur troisième album State of the World Address. L'album contient notamment une collaboration avec Sen-Dog du groupe Cypress Hill.
Après la sortie de 3 autres albums avec autant de label, et un total de 8 albums studio, le groupe se sépare en 2005. Rapidement Seinfeld forme le groupe The Syderz, composé de membres de Ministry et M.O.D, ils ouvrent alors pour le groupe Buckcherry. En octobre 2008 Seinfeld rejoint le groupe Tattooed Millionaire. La même année Biohazard se reforme avec son line-up original. S'il enregistre l'album Reborn in Defiance (sorti en janvier 2012), il quitte le groupe avant sa sortie.

### Carrière acteur
Seinfeld obtient son premier rôle à la télévision dans la série Oz sur la chaine HBO. Il joue le rôle de Jaz Hoyt, leader d'un gang de biker allié avec les Aryan Brotherhood et les néo-nazis. Seinfeld participe à chaque saison de la série sur les 6 années de vie de l'émission. Après son mariage avec l'actrice pornographie Tera Patrick, il participe avec elle à 7 films pornographiques sous le pseudo Spyder Jonez. Seinfeld et Patrick apparaissent dans plusieurs séries télévisées telles que E! True Hollywood Story, Rockstar Wives, G4TV's A Day in the Life of Tera Patrick, VH1's Greatest Metal Songs, et WE's Secret Lives of Women. Enfin il participe en 2006 à l'émission de télé réalité Supergroup avec notamment Ted Nugent et Sebastian Bach. Seinfeld fait aussi des apparitions dans les films indépendants Angry Dogs, Kiss Me Now et Wizard of Gore.

### Autres activités
Seinfeld apparut dans plusieurs jeux vidéo, faisant les voix de certains personnages dans les jeux Manhunt, Grand Theft Auto IV, Grand Theft Auto: Vice City et d'autres jeux de la firme Rockstar Games. De plus avec son ex-femme Tera Patrick, ils créent la société de production Teravision, produisant principalement des films pornographiques. Enfin Seinfeld a créé son site web pornographique, mettant en scène ses œuvres, intitulé Rockstar/Pornstar.

## Discographie
| Année | Titre                      | Label                 |
| ----- | -------------------------- | --------------------- |
| 1990  | Biohazard                  | Magnetic Air          |
| 1992  | Urban Discipline           | Roadrunner Records    |
| 1994  | State of the World Address | Warner Bros           |
| 1996  | Mata Leao                  | Warner Bros           |
| 1999  | New World Disorder         | Mercury               |
| 2001  | Uncivilization             | Sanctuary             |
| 2003  | Kill Or Be Killed          | Sanctuary             |
| 2005  | Means To An End            | SPV GmbH              |
| 2012  | Reborn in Defiance         | Nuclear Blast Records |

## Filmographie sélective

### Comme acteur
- 1997 : Angry Dogs
- 1998 - 2003 : OZ : Jaz Hoyt
  - saison 1 à 6
- 2003 : Manhunt : voix de Skinz
- 2006 : Kiss Me Again : Starx
- 2007 : Le Sorcier macabre : Frank